# Арнав
Арнав (фр. Arnave) насеље је и општина у јужној Француској у региону Миди Пирене, у департману Арјеж која припада префектури Фоа.
По подацима из 2011. године у општини је живело 217 становника, а густина насељености је износила 25,89 становника/km². Општина се простире на површини од 8,38 km². Налази се на средњој надморској висини од 650 метара (максималној 1.303 m, а минималној 514 m).

## Демографија
| 1962. | 1968. | 1975. | 1982. | 1990. | 1999. | 2011. |
| ----- | ----- | ----- | ----- | ----- | ----- | ----- |
| 131   | 146   | 109   | 123   | 153   | 168   | 217   |

График промене броја становника у току последњих година